# Kościół Matki Bożej Królowej Polski w Miłkach
Kościół Matki Bożej Królowej Polski – rzymskokatolicki kościół parafialny należący do dekanatu Giżycko – św. Krzysztofa diecezji ełckiej.
Jest to jest najstarszy z zachowanych kościołów na Mazurach. Został zbudowany w stylu gotyckim pod koniec XV wieku jako budowla na planie prostokąta z kruchtą umieszczoną po stronie południowej i zakrystią po stronie wschodniej. Wewnątrz świątynia została podzielona drewnianymi filarami na trzy nawy. Prezbiterium i nawa główna są nakryte sklepieniem kolebkowym, natomiast nawy boczne są nakryte sklepieniem półkolebkowym. W pierwszych latach swego istnienia świątynia była użytkowana przez parafię katolicką. Po sekularyzacji Zakonu Krzyżackiego w 1525 roku została przejęta przez gminę ewangelicką. Z tego czasu zachowało się do dziś tylko ośmiokątne prezbiterium. W 1656 roku świątynia została spalona przez Litwinów bądź Polaków powszechnie uznawanych za Tatarów. Prace przy odbudowie trwały trzynaście lat, jednak już dwa lata po pożarze, w 1658, roku świątynia otrzymała dzwon. Zapewne wtedy, w czasie odbudowy, do bryły świątyni została dobudowana wieża. Chorągiewka na jej zwieńczeniu nosi datę 1669 rok.
Ołtarz główny powstał w 1688 roku i posiada trzy kondygnacje. Od czasu powstania był trzy razy konserwowany, w tym ostatni raz w 1988 roku. Najniższa kondygnacja, tzw. predella, czyli podstawa ołtarza, jest ozdobiona obrazem olejnym na desce przedstawiającym Ostatnią wieczerzę. W centralnym miejscu pierwszej kondygnacji znajduje się obraz Matki Bożej z Dzieciątkiem Jezus z XIX wieku. Zdobione są także pola zewnętrzne tej kondygnacji, oddzielone od głównego kolumnami z korynckimi głowicami. W polu prawym, u góry znajduje się półpostać św. Jana Chrzciciela, przedstawiona na ciemnym prostokątnym tle, górą zwieńczonym półokrągło. W lewym polu, na tłach tak, jak po prawej stronie powyżej została przedstawiona półpostać Mojżesza, a poniżej herb i inicjały rodu Kietliczów oraz data: Anno 1688.